# Alice Jouenne

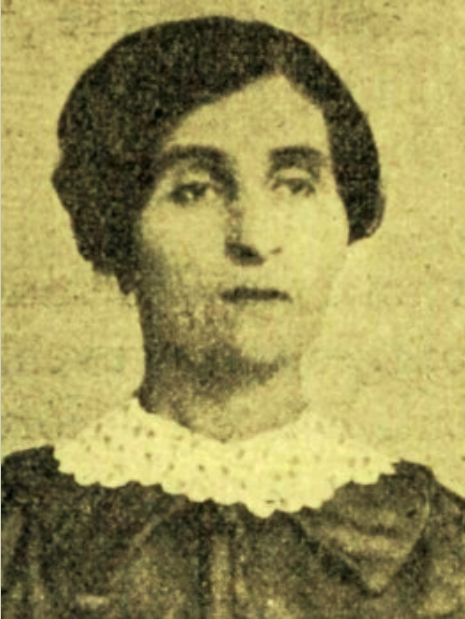
Alice Jouenne (1913)

Alice Jouenne, geboren als Marie-Alice Stein, (* 14. August 1873 in Chamagne; † 10. Januar 1954 in Paris) war eine französische Lehrerin und sozialistische Aktivistin. Sie gilt als eine der Begründerinnen moderner Erziehungsmethoden und Schulformen wie der Éducation nouvelle.

## Leben
Ihre Eltern waren elsässischer Abstammung und flohen nach dem Deutsch-Französischen Krieg, in dem das Elsass unter deutsche Herrschaft kam, vor der deutschen Besatzung. Alice absolvierte eine Ausbildung zur Lehrerin an der École Normale in Nancy, die sie 1890 abschloss. Anschließend wurde sie nach Badonviller berufen, wo sie mehrere Jahre arbeitete, bevor sie an eine Privatschule in Paris wechselte. 1904 heiratete sie Victor Jouenne, einen Sozialisten und Genossenschaftler, der sie mit seinen Ideen vertraut machte, so dass sie sich der Genossenschaft La Prolétarienne im fünften Arrondissement anschloss.
1911 wurde Alice Jouenne Mitglied der Ligue des Femmes Coopératives (Liga der genossenschaftlichen Frauen), für die sie die Broschüre „Les Femmes et la Coopération“ (Frauen und Kooperation) herausgab. 1912 wurde sie Sekretärin der Bildungskommission der neu gegründeten Fédération nationale des coopératives de consommateurs (Nationaler Verband der Verbrauchergenossenschaften).
Als die Section française de l’Internationale ouvrière (SFIO) von Jean Jaurès am 25. Mai 1913 mit Unterstützung der Confédération générale du travail (CGT) und der Fédération communiste anarchiste (FCA) eine pazifistische Demonstration gegen das Dreijahresgesetz organisierte, war sie neben Louise Saumoneau und Maria Vérone eine der drei Frauen, die eine Rede hielten. Im selben Jahr war sie an der Gründung der Kinderzeitung Les Petits Bonshommes beteiligt, für die sie später auch schrieb und beteiligte sich im Januar 1913 an der Gründung der sozialistischen Frauengruppe der SFIO, zu deren Sekretär sie im Dezember 1914 als Nachfolgerin von Louise Saumoneau gewählt wurde. Dieses Amt bekleidete sie 10 Jahre lang. Im Gegensatz zu Saumoneau war Jouenne allerdings mehr Sozialistin als Feministin. Während dieser Zeit trat Alice Jouenne den Freimaurern bei (Le Droit Humain).
Jouenne war an der Neugestaltung der Zeitung La Voix des femmes beteiligt, deren erste Nummer am 18. Oktober 1919 erschien und Artikel von Marthe Bigot, Louise Bodin, Annette Charreau, Fanny Clar, Magdeleine Marx, Marianne Rauze, Henriette Sauret, Monette Thomas und von ihr selbst enthielt. Sie arbeitete auch als Journalistin für die Humanité und war Sekretär von Marcel Cachin, dem Direktor der Zeitung. Als L’Humanité in der Folge der Parteispaltung beim Kongress von Tours Presseorgan der Kommunisten wurde, legte sie diesen Posten nieder.
In den folgenden Jahren widmete sie sich Erziehungsfragen, dem Pazifismus der Zwischenkriegszeit und dem Feminismus. So war sie Teil der Bewegung der Ligue internationale pour l’éducation nouvelle (Internationale Liga für eine neue Erziehung, LIEN). Jouenne schrieb mehrere Artikel in der Zeitschrift der Ligue, in denen sie sich als Leiterin der Pariser École municipale de plein air (Städtische Freiluftschule) und als Gründerin der Gruppe l'Éducation nouvelle (die Neue Erziehung) vorstellte. Diese Gruppe unter dem Vorsitz von Georges Renard wurde am 16. Februar 1922 gegründet und entwickelte sich später zur Groupe français d'éducation nouvelle. Parallel dazu gründete sie 1921 zusammen mit Frédéric Brunet, einem Mitglied des Pariser Stadtrats, eine städtische Freiluftschule, über die sie ein Buch schrieb.
Im Mai 1929 gründete Albert Thomas das Comité des Loisirs (Freizeit-Komitee), dem Alice Jouenne angehörte. 1933 trat sie in den Ruhestand und musste ihre Schule verlassen.
1936 wurde sie von Suzanne Lacore, der für Kinderschutz zuständigen Sous-secrétaires d’État in der Regierung Blum, zur Kabinettschefin ernannt.

## Werke (Auswahl)
- La Femme et la Coopération, 1911
- Les Appels du coeur chez l’institutrice, 1925
- Les idées de Madame Fleury, 1926
- Une expérience d’éducation nouvelle, l’école de plein air, 1927
- L’enfance et la coopération, 1929